# Gustaaf Molengraaff
Gustaaf Adolf Frederik Molengraaff (Nimega, 27 de febrero de 1860 – Wassenaar, 26 de marzo de 1942) fue un geólogo, profesor y explorador neerlandés. 
Estudió matemáticas y física en la Universidad de Leiden, geología en la Universidad de Utrecht y cristalografía en Múnich. En 1884-1885, realizó su primer viaje al extranjero al unirse a la expedición a las Antillas Neerlandesas liderada por Willem Frederik Reinier Suringar y Karl Martin. 
En 1888, Molengraaff aceptó un puesto como profesor en la Universidad de Ámsterdam. En 1891, viajó a Sudáfrica para estudiar los yacimientos de oro y en 1894 viajó hasta la isla Borneo, donde exploró extensas zonas del interior. La docencia en Ámsterdam no le agradó, debido a la escasez de medios disponibles y de estudiantes. 
En 1897, Molengraaff se convirtió en geólogo estatal de la República de Transvaal. Su tarea consistía en iniciar el estudio geológico del Transvaal y, mientras cartografiaba en estas regiones australes el sistema Karoo del Pérmico, descubrió el complejo ígneo de Bushveld. En 1900, debido a la Segunda Guerra Bóer, tuvo que regresar a los Países Bajos. Luego viajó a las islas Célebes, donde estudió sus yacimientos de oro. 
En 1901, pudo regresar a Sudáfrica para trabajar como consultor geológico. Una de sus tareas fue describir el diamante Cullinan, descubierto en 1905. La Guerra Bóer seguía atrayendo su atención, y una de sus ideas fue entregar a cada soldado una pequeña tarjeta de identificación de hojalata, lo que posteriormente se convirtió en una práctica habitual en los ejércitos de todo el mundo.  
En 1906, Molengraaff se convirtió en profesor de la Universidad Técnica de Delft y esta vez sí que obtuvo suficientes recursos y financiación para que su trabajo fuera exitoso. Ese mismo año se convirtió en miembro de la Real Academia de Artes y Ciencias de los Países Bajos.Trabajó en la geología de los Países Bajos con Wajm van Waterschoot van der Gracht.  
En 1910-1911, dirigió una expedición geológica a Timor. En 1922, participó como guía en la expedición Shaler Memorial a Sudáfrica, organizada por la Universidad de Harvard. En esta expedición conoció a Alexander Du Toit, siendo ambos geólogos de los escasos partidarios que en esos años tenía la teoría de la deriva continental formulada por Alfred Wegener.  
Molengraaff explicó el conglomerado Dwyka (en el sistema Karoo inferior) como una formación de morrena glacial del Pérmico. Halló evidencias de la deriva continental en la geología de Indonesia, tanto terrestre como submarina, y lo reconoció en una publicación de 1916. En 1920, presentó estas tesis en una conferencia ante la Royal Geographical Society de Londres. 